# Roman Hubník
Roman Hubník, född 6 juni 1984 i Vsetín, Tjeckoslovakien, är en tjeckisk fotbollsspelare som sedan 2013 spelar för den tjeckiska klubben FC Viktoria Plzeň och Tjeckiens fotbollslandslag.